# Tahir Elçi

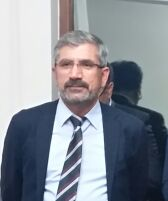
Tahir Elçi

Tahir Elçi (* 1966 in Cizre; † 28. November 2015 in Diyarbakır, Türkei) war ein kurdischer Anwalt und Präsident der Rechtsanwaltskammer von Diyarbakır.

## Werdegang
Tahir Elçi wurde 1966 in einem Dorf des Kreises Cizre in der Provinz Şırnak geboren. Die Grund- und Realschule sowie das Gymnasium besuchte er in Cizre. Sein Jurastudium absolvierte er an der Dicle Universität in Diyarbakır und beendete es im Jahre 1991. Ab 1992 war er, zuerst in Cizre und dann in Diyarbakır, als freiberuflicher Rechtsanwalt tätig. Er war in vielen Verfahren innerhalb und außerhalb des kurdischen Siedlungsgebietes aktiv und vertrat etliche Mandanten auch vor dem Europäischen Gerichtshof für Menschenrechte (EGMR). An der Academy of European Law (ERA) nahm er an einem Kurs in internationalem Straf- und Verfahrensrecht teil. Ab 1998 hielt er Seminare zu interner Fortbildung und Menschenrechten. Ab 2012 war er Vorsitzender der Anwaltskammer Diyarbakır. Er gehörte zu den Gründern der Stiftung für Menschenrechte in der Türkei (TİHV) und war sowohl beim Menschenrechtsverein İnsan Hakları Derneği (İHD) als auch innerhalb von Amnesty International (AI) aktiv. Er war verheiratet und hatte zwei Kinder. Neben Kurdisch und Türkisch beherrschte er auch die englische Sprache.

## Staatliche Verfolgung
Elçi erhielt Todesdrohungen, nachdem er erklärt hatte, die PKK sollte nicht pauschal als terroristische Organisation angesehen werden. Im Oktober 2015 wurde er in diesem Zusammenhang vorübergehend festgenommen, da die türkischen Behörden ihm Propaganda für die PKK vorwarfen.
Schon zu Beginn seiner beruflichen Tätigkeit wurde Tahir Elçi Ende 1993 festgenommen, ohne Kontakt zur Außenwelt über illegale Aktivitäten verhört und selber angeklagt. Er beschwerte sich beim Europäischen Gerichtshof für Menschenrechte (EGMR). Dort wurde ihm und anderen betroffenen Anwälten im November 2003 bescheinigt, dass die Türkei sowohl gegen Artikel 3 der Europäischen Menschenrechtskonvention (Folterverbot) als auch gegen Artikel 5 (1) EMRK (Rechtmäßigkeit der Festnahme) und Artikel 8 EMRK (Recht auf Achtung des Privat- und Familienlebens) verstoßen habe.
Ein weiteres Verfahren wurde gegen Tahir Elçi als Nebenkläger wegen der Ermordung von zwei Personen angestrengt. Am Abend des 21. November 2004 waren Ahmet Kaymaz (31) und sein Sohn Ugur Kaymaz (12) vor ihrem Haus in Kızıltepe (Mardin) von Polizisten als vermeintliche Terroristen erschossen worden. Es kam zu einem Verfahren gegen die Beamten, das nach Eskişehir verlegt wurde. Wegen eines Kommentars, den Tahir Elçi nach der Verhandlung am 19. Dezember 2005 abgab, wurde er wegen Beeinflussung der Justiz nach Artikel 288 des türkischen Strafgesetzes angeklagt. Am 12. März 2008 sprach ein Gericht in Eskişehir ihn frei. Die angeklagten Polizisten waren schon am 18. September 2007 freigesprochen worden. Das daraufhin beim EGMR angestrengte Verfahren endete in einem Schuldspruch wegen Verletzung des Artikel 2 der Europäischen Menschenrechtskonvention, der das Recht auf Leben garantiert.

## Anwaltliche Tätigkeit
Tahir Elçi hat nicht nur im Inland Verfahren für die Opfer von Menschenrechtsverletzungen geführt, sondern viele von ihnen auch vor dem EGMR vertreten. In einigen Fällen war es die Recherche von Tahir Elçi, die zur Eröffnung von Prozessen führte, selbst wenn sie nicht mit einem Schuldspruch endeten. Eines dieser Verfahren ist der Prozess gegen den Oberst Cemal Temizöz. Zwischen 1993 und 1995 wurden in Cizre in der Provinz Şırnak viele Menschen getötet (verschwanden).  Gegen sieben Personen, darunter der Oberst Cemal Temizöz wurde Anklage wegen 20 (21) Morden erhoben. Nach 47 Verhandlungstagen wurden sie am 5. November 2015 vor der 2. Kammer für schwere Straftaten in Eskişehir freigesprochen. Elçi hatte gefordert, dass weitere Ermittlungen zu 40–50 Morden in der Gegend angestrengt werden müssten.

## Tod von Tahir Elçi
Elçi wurde am 28. November 2015 im Alter von 49 Jahren erschossen, kurz nachdem er sich öffentlich für Frieden in den kurdischen Gebieten ausgesprochen hatte: „Wir sagen, der Krieg, die Kämpfe, die Waffen, die Einsätze sollen fernbleiben von hier“. Die Hintergründe der Tat, sind noch ungeklärt; es gibt widerstreitende Verdächtigungen von kurdischer bzw. von staatlicher Seite, die sich gegenseitig beschuldigen. Ein am 30. November 2015 im türkischen Parlament von der HDP gestellter und von der CHP unterstützter Antrag auf Einrichtung einer Untersuchungskommission wurde von AKP und MHP abgelehnt und fand somit keine Mehrheit.
Nach dem Bekanntwerden von Elçis Tod kam es in Ankara, Istanbul, Izmir und zu Demonstrationen. Die Demonstration in Istanbul wurde von der Polizei gewaltsam aufgelöst, nachdem die Teilnehmer u. a. „Ihr könnt uns nicht alle töten“ skandiert hatten. An seiner Beerdigung haben nach Schätzungen etwa 100`000 Personen teilgenommen.
Eine 3-D-Rekonstruktion des Vorgangs durch das Researchinstitut Forensic Architecture der  Londoner Goldsmiths-Universität im Auftrag der Anwaltskammer Diyarbakır kam im Februar 2019 anhand von Bauplänen, Video- und Satellitenaufnahmen zu den folgenden Schlussfolgerungen. Vor Elçis Tod gab es in einer Nebenstraße einen bewaffneten Überfall der PKK-Jugendorganisation, bei dem zwei Polizisten getötet wurden. Die beiden Täter flohen zu der Straße, wo Elçi gerade eine Presseerklärung abgab. Zivilpolizisten schossen auf die Täter. Dabei wurde Elçi tödlich getroffen. Demnach sei es wahrscheinlich, dass Elçi durch die Kugel aus der Waffe von einem der drei Polizisten getötet worden sein könnte. Die Polizisten sollten als Verdächtige vernommen werden. Am 21. Oktober 2020 begann der Prozess gegen zwei der drei beteiligten Polizisten. Ihnen wird fahrlässiger Totschlag vorgeworfen und die Anklage fordert eine Haftstrafe von mindestens zwei und maximal sechs Jahren.
Ein Gericht in der südöstlichen Provinz Diyarbakir sprach im Juni 2024 drei Polizisten frei, denen im Zuge der Ermittlungen zum Tod von Tahir Elçi fahrlässige Tötung vorgeworfen worden war. Der Freispruch zog deutliche Kritik von Menschenrechtlern nach sich.